# Segregator biurowy

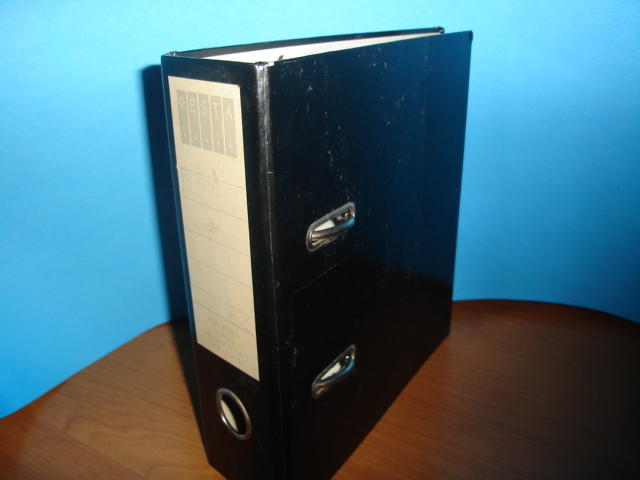
Typowy segregator biurowy

Segregator biurowy – najczęściej spotykany rodzaj segregatora, którego przeznaczeniem jest porządkowanie i archiwizowanie dokumentów oraz ułatwienie ich przeszukiwania. Segregator biurowy może być wyposażony w mechanizm dźwigniowy (otwierany za pomocą dźwigni) oraz mechanizm kółkowy. Rozstaw ramion w każdym rodzaju mechanizmu jest zunifikowany i dostosowany do rozstawu dziurkującego mechanizmu dziurkaczy.
Otwór na grzbiecie segregatora pozwala na wyciągnięcie segregatora palcem, gdy brak jest możliwości pociągnięcia za jego grzbiet (np. w przypadku odległość między półkami jest równa wysokości segregatora). Segregatory dopasowane są do różnych formatów papieru (A3, A4, A5). Okładki segregatora zazwyczaj wykonane są z twardej tektury, w segregatorach lepszej jakości, trwalszych karton pokryty jest folią PP. Na grzbiecie segregatora jest miejsce na opis jego zawartości: w segregatorach lepszej jakości jest to etykieta wymienna (wówczas jeden segregator można stosować do kolejnych zadań, zmieniając opis, natomiast w segregatorach ekonomicznych o przyklejonej etykiecie opis można nanieść jednokrotnie).

Najczęściej stosowane układy otworów w dziurkaczach i segregatorach